# Augusto Comas y Blanco
Augusto Comas y Blanco (València, 31 de desembre de 1862 - Madrid, 30 de juny de 1953) fou un empresari, pintor i polític valencià, fill d'Augusto Comas y Arqués. Llicenciat en dret, va ser jurista i més tard nomenat catedràtic per la Universitat Central.
Va destacar també com a pintor, on es va especialitzar en el paisatgisme. També va fer de comentarista d'art per diaris com El Globo, La Correspondencia o l'ABC.
Va ser el fundador de la Cerveseria El Águila de la que va ser president fins al 1904.
Fou diputat pel districte d'Alcanyís a les eleccions generals espanyoles de 1893, 1898 i 1901 pel Partit Liberal.
Va morir a l'edat de 90 anys.